# Endenna
Endenna [enˈdɛnːa] (Endèna [ɛnˈdɛna] in dialetto bergamasco) è una frazione del comune di Zogno, in provincia di Bergamo; la più popolosa tra quelle che costituiscono il comune. Il suo territorio corrisponde a quello della propria parrocchia che comprende anche le contrade Pradelli, Braccamolino e parte di quella di Romacolo.

## Storia

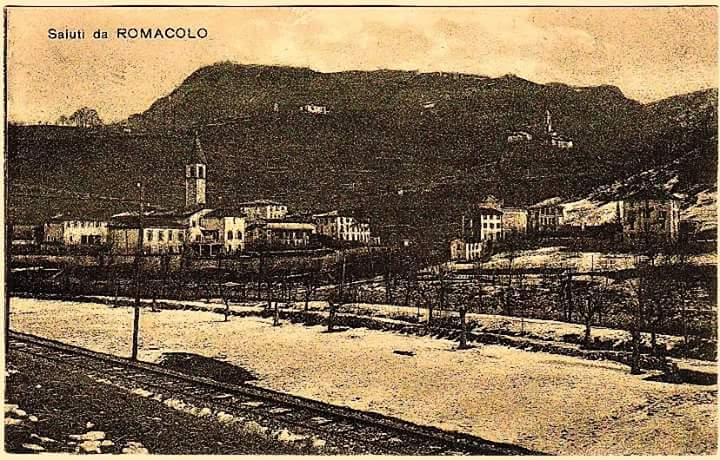
Romacolo nel 1928

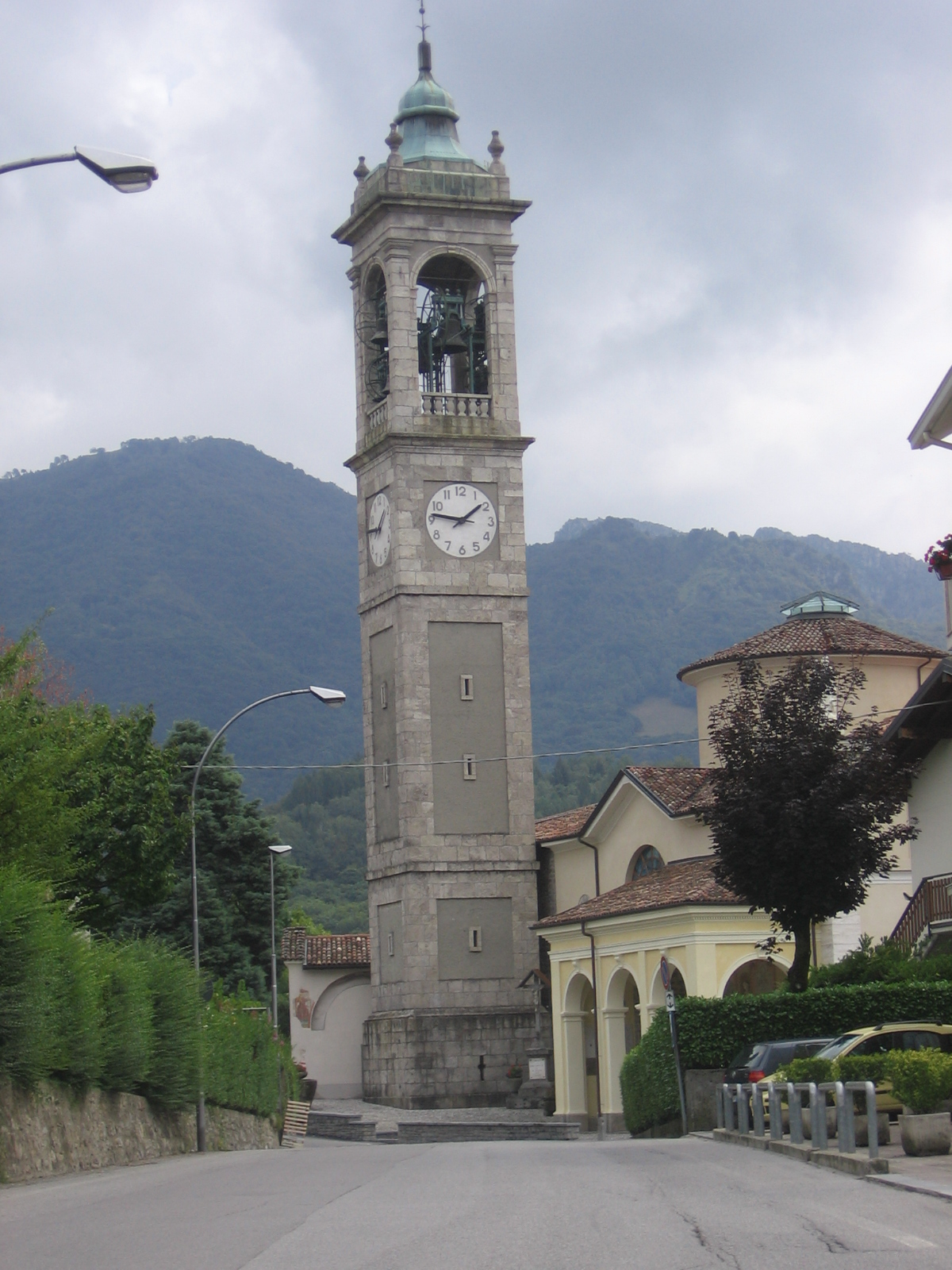
La chiesa parrocchiale di Endenna

Numerosi fossili sono stati ritrovati nei dintorni di Endenna a testimonianza del fatto che in ere geologiche remote, la zona doveva essere bagnata da un mare preistorico. Tra i reperti più noti figurano quelli di due specie endemiche a quei tempi, che i paleontologi hanno classificato con il nome di Endennasaurus (una sorta di grossa lucertola) e Brembodus ridens (simile ad un pesce tropicale). Entrambi i fossili sono conservati nel Museo Brembano di Scienze Naturali di San Pellegrino Terme.
La presenza umana in epoca preistorica nel territorio dell'attuale comune di Zogno, di cui Endenna fa parte, è provata da numerosi manufatti primitivi, in parte conservati presso il Museo della Valle di Zogno. Secondo alcune teorie il nome di Endenna, come quello di Lenna, ad esempio, avrebbe un'origine etrusca.
Nel medioevo le prime tracce di Endenna si ritrovano in atti ecclesiastici dei primi secoli dopo l'anno 1000, in cui viene citata la chiesa parrocchiale intitolata a Santa Maria Assunta
Fra storia folclore e leggenda, è rimasto famoso lo scontro a Malpasso di Endenna, avvenuto il 31 maggio 1806, in cui i gendarmi in un inutile tentativo di catturare l'imprendibile brigante e ribelle: Vincenzo Pacchiana, ebbero quattro feriti e un morto.
Fino al 1928 la località era un comune autonomo, poi inglobato in quello di Zogno.
Nel corso degli anni '80 e '90 il numero degli endennesi è cresciuto notevolmente in seguito alla costruzione di vari nuovi immobili che hanno occupato gli ampi spazi verdi che dividevano le antiche contrade Brolo, Arale, Ronco e Camanghé. I nuovi residenti provenivano principalmente da altre aree del comune di Zogno nonché da comuni della Valle Brembana o, meno frequentemente, del resto della provincia di Bergamo. La crescita urbana ha di fatto unito gli abitati di Endenna e del centro di Zogno. Solo il fiume Brembo rappresenta il confine naturale tra le due località. Il territorio di Endenna è separato da quello della parrocchia e dell'abitato di Grumello de' Zanchi (un'altra frazione di Zogno) dalla Val Arsa, piccola convalle scavata da un torrente affluente del Brembo.

## Società

### Tradizioni e folclore
Le feste patronali celebrate ad Endenna sono quelle di San Barnaba (11 giugno) e dell'Assunta (15 agosto). Nella chiesa parrocchiale, dedicata a Santa Maria Assunta è conservato il cranio del santo. Oltre alla feste patronali, durante l'estate l'Unione Sportiva Endennese organizza diversi momenti di festa. Nel periodo natalizio viene invece organizzato il presepe vivente di Endenna che negli ultimi anni ha richiamato nella località molti visitatori.

## Servizi pubblici e infrastrutture
Oltre ad una scuola materna ed elementare, la parrocchia di Endenna comprende entro i propri confini l'Istituto d'Istruzione Superiore "David Maria Turoldo", e i principali impianti sportivi del comune di Zogno, anche se il complesso si trova fuori dal centro abitato della frazione. Nei pressi della chiesa parrocchiale è situato l'oratorio dotato di diverse sale e di un piccolo teatro, usati anche per attività pubbliche.
La località è attraversata da una strada comunale che, partendo dal centro urbano di Zogno arriva fino alle frazioni di Somendenna Miragolo San Marco e Miragolo San Salvatore, da dove continua fino a Sambusita, frazione del comune di Algua, in Valle Serina.

## Economia
Tra le attività economiche con sede ad Endenna figurano alcuni esercizi commerciali, studi professionali e artigianali.